# Casaleone
Casaleone är en ort och kommun i provinsen Verona i regionen Veneto i Italien. Kommunen hade 5 641 invånare (2018).